# Dinosauriespår på Iberiska halvön
Dinosauriespår på Iberiska halvön är ett antal olika platser med dinosauriespår i Portugal och Spanien som är uppsatta över ländernas respektive tentativa världsarvslista (förslag till världsarv).

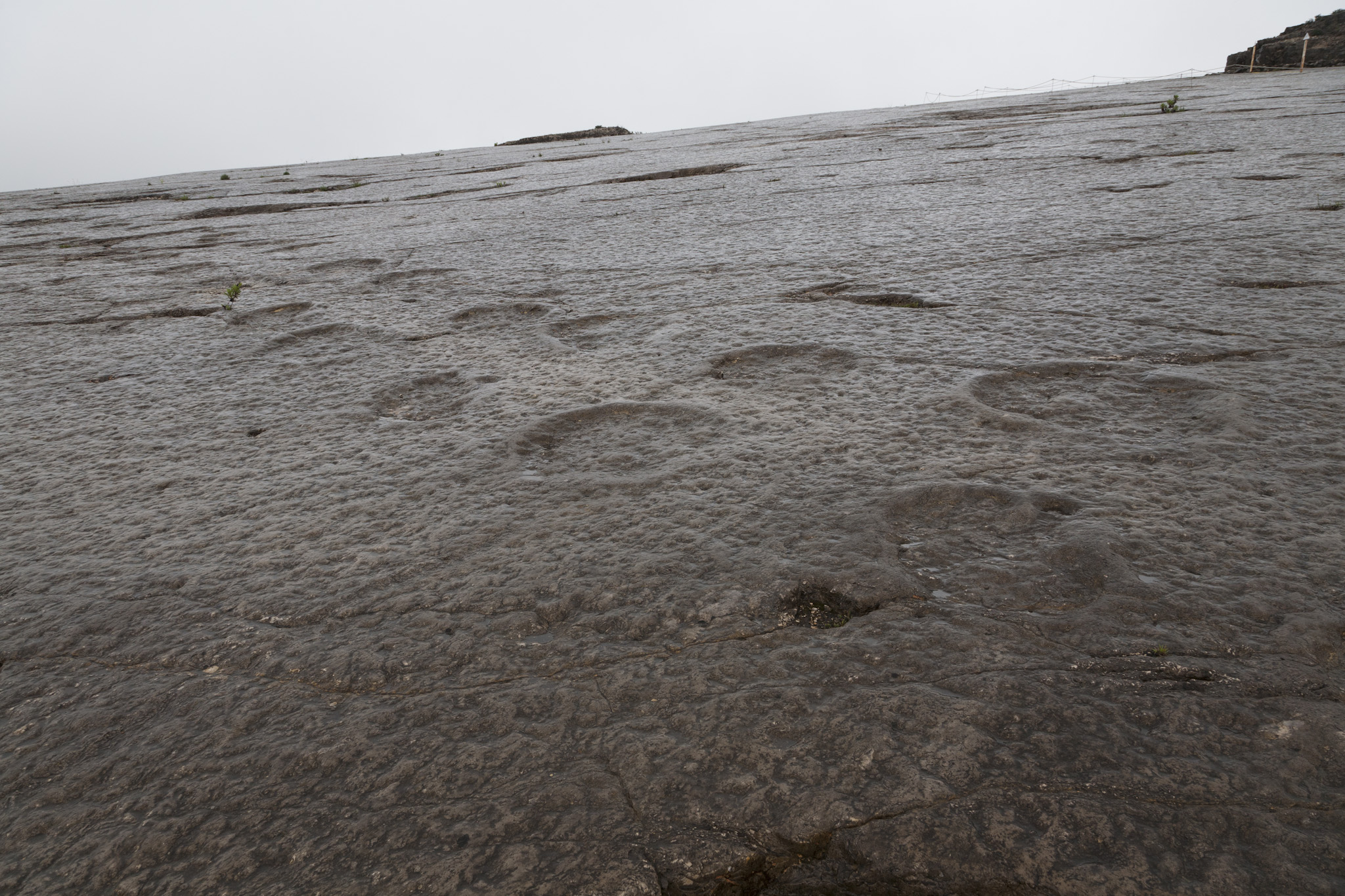
Dinosauriespår i Serra de Aire (Portugal)